# 浜州市
浜州市（ひんしゅう-し）は、中華人民共和国山東省に位置する地級市。

## 地理
山東省の北部に位置し、東営市、淄博市、済南市、徳州市に接する。また、黄河の下流域にあり、北部は渤海に面している。

## 歴史
2000年6月10日に浜州市の設立。

## 行政区画
2市轄区・1県級市・4県を管轄する。
- 市轄区：
  - 浜城区・沾化区
- 県級市：
  - 鄒平市
- 県
  - 恵民県・博興県・陽信県・無棣県

| 浜州市の地図                                     |
| ------------------------------------------------ |
| 浜城区 沾化区 恵民県 陽信県 無棣県 博興県 鄒平市 |

### 年表
この節の出典

#### 渤海行政区墾利専区
- 1949年10月1日 - 中華人民共和国山東省渤海行政区墾利専区が成立。恵民県・利津県・海浜県・無棣県・浜県・墾利県・沾化県・陽信県・蒲台県が発足。(9県)
- 1950年1月5日 - 海浜県が沾化県・無棣県に分割編入。(8県)
- 1950年5月9日 - 恵民県・利津県・無棣県・浜県・墾利県・沾化県・陽信県・蒲台県が恵民専区に編入。

#### 恵民専区（1950年-1958年）
- 1950年5月9日 - 渤海行政区墾利専区恵民県・利津県・無棣県・浜県・墾利県・沾化県・陽信県・蒲台県、渤海行政区清河専区博興県・高青県・広饒県・斉東県を編入。恵民専区が成立。(12県)
  - 徳州専区恵済県の一部が恵民県に編入。
- 1950年7月 - 蒲台県の一部が浜県に編入。(12県)
- 1953年7月2日 (15県)
  - 淄博専区鄒平県・長山県・桓台県を編入。
  - 長山県の一部が桓台県に編入。
- 1954年12月9日 (15県)
  - 長山県の一部が淄博工鉱区張周市および淄博市・淄川県の各一部、昌濰専区博山県の一部と合併し、地級市の淄博市となる。
  - 淄博工鉱区淄川県の一部が長山県に編入。
- 1956年2月24日 - 徳州専区楽陵県・商河県・臨邑県・済陽県・徳平県を編入。(20県)
- 1956年3月6日 (15県)
  - 長山県が鄒平県に編入。
  - 高青県が斉東県に編入。
  - 蒲台県が博興県に編入。
  - 墾利県が利津県・広饒県に分割編入。
  - 徳平県が商河県・楽陵県・臨邑県、聊城専区徳県に分割編入。
- 1958年10月20日 - 広饒県・利津県の各一部が合併し、淄博市孤島人民公社となる。(15県)
- 1958年10月 (15県)
  - 済陽県の一部が商河県に編入。
  - 鄒平県・桓台県の各一部が淄博市張店区に編入。
- 1958年11月 - 恵民専区が淄博市と合併し、淄博専区の発足により消滅。
  - 商河県・臨邑県・楽陵県・済陽県が聊城専区に編入。

#### 恵民地区（1961年-1992年）
- 1961年6月12日 - 淄博専区が恵民専区に改称。(1市9県)
- 1961年7月9日 - 恵民県の一部が分立し、浜県が発足。(1市10県)
- 1961年9月12日 - 淄博市が地級市の淄博市に昇格。(10県)
- 1961年9月28日 - 楽陵県・臨邑県が徳州専区に編入。(8県)
- 1961年10月5日 (12県)
  - 博興県の一部が分立し、桓台県・高青県が発足。
  - 沾化県の一部が分立し、利津県が発足。
  - 無棣県の一部が分立し、陽信県が発足。
  - 鄒平県の一部が高青県に編入。
- 1964年6月16日 (12県)
  - 利津県の一部(董集区・寧海区)が墾利県に編入。
  - 墾利県の一部(羅鎮区・同興農場・聯合農場)が利津県に編入。
- 1965年3月12日 - 無棣県の一部が河北省滄州専区塩山県・黄驊県の各一部と合併し、河北省滄州専区海興県となる。(12県)
- 1967年2月 - 恵民専区が恵民地区に改称。(12県)
- 1982年8月2日 - 浜県・博興県の各一部が合併し、浜州市が発足。(1市12県)
- 1982年11月10日 (1市10県)
  - 利津県・墾利県・広饒県・沾化県・博興県の各一部が合併し、地級市の東営市となる。
  - 利津県・墾利県が東営市に編入。
- 1983年8月30日 (1市8県)
  - 桓台県が淄博市に編入。
  - 広饒県が東営市に編入。
- 1987年2月25日 - 浜県が浜州市に編入。(1市7県)
- 1989年12月2日 - 高青県が淄博市に編入。(1市6県)
- 1990年1月1日 - 淄博市高青県の一部が浜州市に編入。(1市6県)
- 1992年2月12日 - 恵民地区が浜州地区に改称。

#### 浜州地区
- 2000年6月10日 - 浜州地区が地級市の浜州市に昇格。

#### 浜州市
- 2000年6月10日 - 浜州地区が地級市の浜州市に昇格。(1区6県)
  - 浜州市が区制施行し、浜城区となる。
- 2014年9月9日 - 沾化県が区制施行し、沾化区となる。(2区5県)
- 2018年7月2日 - 鄒平県が市制施行し、鄒平市となる。(2区1市4県)

## 交通
道路
- 済青高速道路
- 浜博高速道路
- 京浜高速道路

## 出身者
- 李玲蔚 - 陸上競技選手[3]